# الحزة (بني حشيش)

تعديل مصدري - تعديل

الحزة هي إحدى قرى عزلة رجام بمديرية بني حشيش التابعة لمحافظة صنعاء، بلغ تعداد سكانها 68 نسمة حسب تعداد اليمن لعام 2004.